# Парламентські вибори у Греції (січень 2015)
Про проведення нових позачергових парламентських виборів у Греції в січні 2015 офіційно оголошено 29 грудня 2014, після того як поточний парламент, сформований в червні 2012 року, не зміг обрати президента Греції і був розпущений. Позачергові парламентські вибори проведено 25 січня 2015.